# Rafał Karpiński
Rafał Karpiński (ur. 20 listopada 1941 w Warszawie) – polski historyk, dyplomata i urzędnik państwowy.

## Życiorys
W 1964 ukończył historię na Uniwersytecie Warszawskim, doktoryzował się w 1973. Zajmował się historią powszechną i historią Afryki. W 1990 został pracownikiem Kancelarii Sejmu, pełnił m.in. funkcję sekretarza stałych delegacji Sejmu i Senatu do Zgromadzenia Północnoatlantyckiego i Zgromadzenia Unii Zachodnioeuropejskiej oraz wicedyrektora kierującego Wydziałem Współpracy Wielostronnej. W latach 2000–2004 zajmował stanowisko ambasadora RP w Tunezji. Był później dyrektorem Biura Spraw Międzynarodowych Kancelarii Sejmu.